# Olympische Sommerspiele 1980/Teilnehmer (Schweiz)
| Gelbes Symbol für Goldmedaillen mit stilisierten Olympischen Ringen | Graues Symbol für Silbermedaillen mit stilisierten Olympischen Ringen | Braundes Symbol für Bronzemedaillen mit stilisierten Olympischen Ringen |
| ------------------------------------------------------------------- | --------------------------------------------------------------------- | ----------------------------------------------------------------------- |
| 2                                                                   | —                                                                     | —                                                                       |

Die Schweiz nahm an den Olympischen Sommerspielen 1980 in Moskau, UdSSR, mit einer Delegation von 73 Sportlern (67 Männer und 6 Frauen) teil. Wegen des Boykotts der Olympischen Spiele nahm die Schweiz unter der olympischen Flagge teil.

## Medaillengewinner

### Gold
| Name               | Sportart | Wettkampf        |
| ------------------ | -------- | ---------------- |
| Jürg Röthlisberger | Judo     | Mittelgewicht    |
| Robert Dill-Bundi  | Radsport | Einzelverfolgung |

## Teilnehmer nach Sportarten

### Bogenschiessen
- Romeo Frigo
Einzel: 18. Platz

- Patrick Jopp
Einzel: 32. Platz

- Lotti Tschanz
Frauen, Einzel: 8. Platz

- Erika Ulrich
Frauen, Einzel: 18. Platz

### Handball
- Herrenteam
8. Platz

- Kader
Eduard Wickli
Hans Huber
Hanspeter Lutz
Konrad Affolter
Martin Ott
Peter Jehle
Peter Maag
Robert Jehle
Roland Brand
Rudi Weber
Ugo Jametti
Ernst Züllig
Max Schär
Walter Müller

### Judo
- Marcel Burkhard
Superleichtgewicht: 13. Platz

- Thomas Hagmann
Halbmittelgewicht: 12. Platz

- Jürg Röthlisberger
Mittelgewicht: Gold

- Jean Zinniker
Schwergewicht: 8. Platz

### Kanu
- Helmut Lehmann
Einer-Kajak, 500 Meter: Halbfinal
Einer-Kajak, 1000 Meter: Halbfinal

- Peter Ammann
Zweier-Kajak, 500 Meter: Viertelfinal
Zweier-Kajak, 1000 Meter: Halbfinal

- Dionys Thalmann
Zweier-Kajak, 500 Meter: Viertelfinal
Zweier-Kajak, 1000 Meter: Halbfinal

### Leichtathletik
- Pierre Délèze
1500 Meter: Vorläufe

- Markus Ryffel
5000 Meter: 5. Platz
10'000 Meter: Vorläufe

- Josef Peter
Marathon: 40. Platz

- Franz Meier
400 Meter Hürden: 7. Platz

- Rolf Strittmatter
4 × 400 Meter: Vorläufe

- Peter Haas
4 × 400 Meter: Vorläufe

- Rolf Gisler
4 × 400 Meter: Vorläufe

- Urs Kamber
4 × 400 Meter: Vorläufe

- Roland Dalhäuser
Hochsprung: 5. Platz

- Felix Böhni
Stabhochsprung: 14. Platz in der Qualifikation

- Rolf Bernhard
Weitsprung: 9. Platz

- Jean-Pierre Egger
Kugelstossen: 12. Platz

- Stephan Niklaus
Zehnkampf: 12. Platz

- Brigitte Senglaub
Frauen, 100 Meter: Viertelfinal
Frauen, 200 Meter: Viertelfinal

- Cornelia Bürki
Frauen, 1500 Meter: Vorläufe

### Radsport
- Gilbert Glaus
Strassenrennen, Einzel: 11. Platz
Mannschaftszeitfahren: 14. Platz

- Richard Trinkler
Strassenrennen, Einzel: 29. Platz
Mannschaftszeitfahren: 14. Platz

- Hubert Seiz
Strassenrennen, Einzel: 35. Platz

- Jürg Luchs
Strassenrennen, Einzel: 48. Platz
Mannschaftszeitfahren: 14. Platz

- Fritz Joost
Mannschaftszeitfahren: 14. Platz

- Heinz Isler
Punkterennen: 6. Platz
Einzelzeitfahren: 6. Platz

- Robert Dill-Bundi
Einzelverfolgung: Gold 
Mannschaftsverfolgung: 8. Platz

- Urs Freuler
Mannschaftsverfolgung: 8. Platz

- Hans Känel
Mannschaftsverfolgung: 8. Platz

- Hans Ledermann
Mannschaftsverfolgung: 8. Platz

### Ringen
- Rudolf Marro
Weltergewicht, Freistil: in der 2. Runde ausgeschieden

### Rudern
- Bernard Destraz
Einer: 7. Platz

- Jörg Weitnauer
Vierer ohne Steuermann: 6. Platz

- Bruno Saile
Vierer ohne Steuermann: 6. Platz

- Hans-Konrad Trümpler
Vierer ohne Steuermann: 6. Platz

- Stefan Netzle
Vierer ohne Steuermann: 6. Platz

- Daniel Homberger
Vierer mit Steuermann: 6. Platz

- Peter Rahn
Vierer mit Steuermann: 6. Platz

- Roland Stocker
Vierer mit Steuermann: 6. Platz

- Peter Stocker
Vierer mit Steuermann: 6. Platz

- Karl Graf
Vierer mit Steuermann: 6. Platz

### Segeln
- Ivor Ganahl
Finn-Dinghy: 12. Platz

- François Kistler
470er: 9. Platz

- Jean-Luc Dreyer
470er: 9. Platz

- Heinz Maurer
Star: 13. Platz

- Jean-Claude Vuithier senior
Star: 13. Platz

- Jean-Philippe L’Huillier
Star: 13. Platz

- Jean-François Corminboeuf
Soling: 7. Platz

- Robert Perret
Soling: 7. Platz

- Roger-Claude Guignard
Soling: 7. Platz

### Schwimmen
- Stéfan Voléry
100 Meter Freistil: Vorläufe
200 Meter Freistil: Vorläufe

- Nikole Schrepfer
Frauen, 400 Meter Freistil: Vorläufe
Frauen, 800 Meter Freistil: Vorläufe

- Carole Brook
Frauen, 100 Meter Schmetterling: Vorläufe
Frauen, 200 Meter Schmetterling: Vorläufe